# Jaume Collboni
Jaume Collboni Cuadrado (Barcelona, Catalonia, Tây Ban Nha 1969) là một chính khách người Tây Ban Nha, luật sư chuyên nghiệp và công chức của chính quyền địa phương.
Năm 2010, ông trở thành thành viên của Quốc hội Catalonia, đại diện cho tỉnh Barcelona và được bổ nhiệm làm phó phát ngôn viên của Nhóm Nghị viện Xã hội.  Vào tháng 11 năm 2011, ông được bổ nhiệm làm Thư ký Truyền thông và Người phát ngôn của PSC. Sau đó, vào năm 2014, ông rời khỏi vị trí của mình để điều hành chính trong PSC cho chức vụ thị trưởng của Barcelona.  Sau những cuộc bầu cử sơ bộ mà ông giành được, đã được Đảng Xã hội của các đảng Xã hội của Catalonia chỉ định làm ứng cử viên cho Thị trưởng thành phố Barcelona.